# Chiese di Firenze

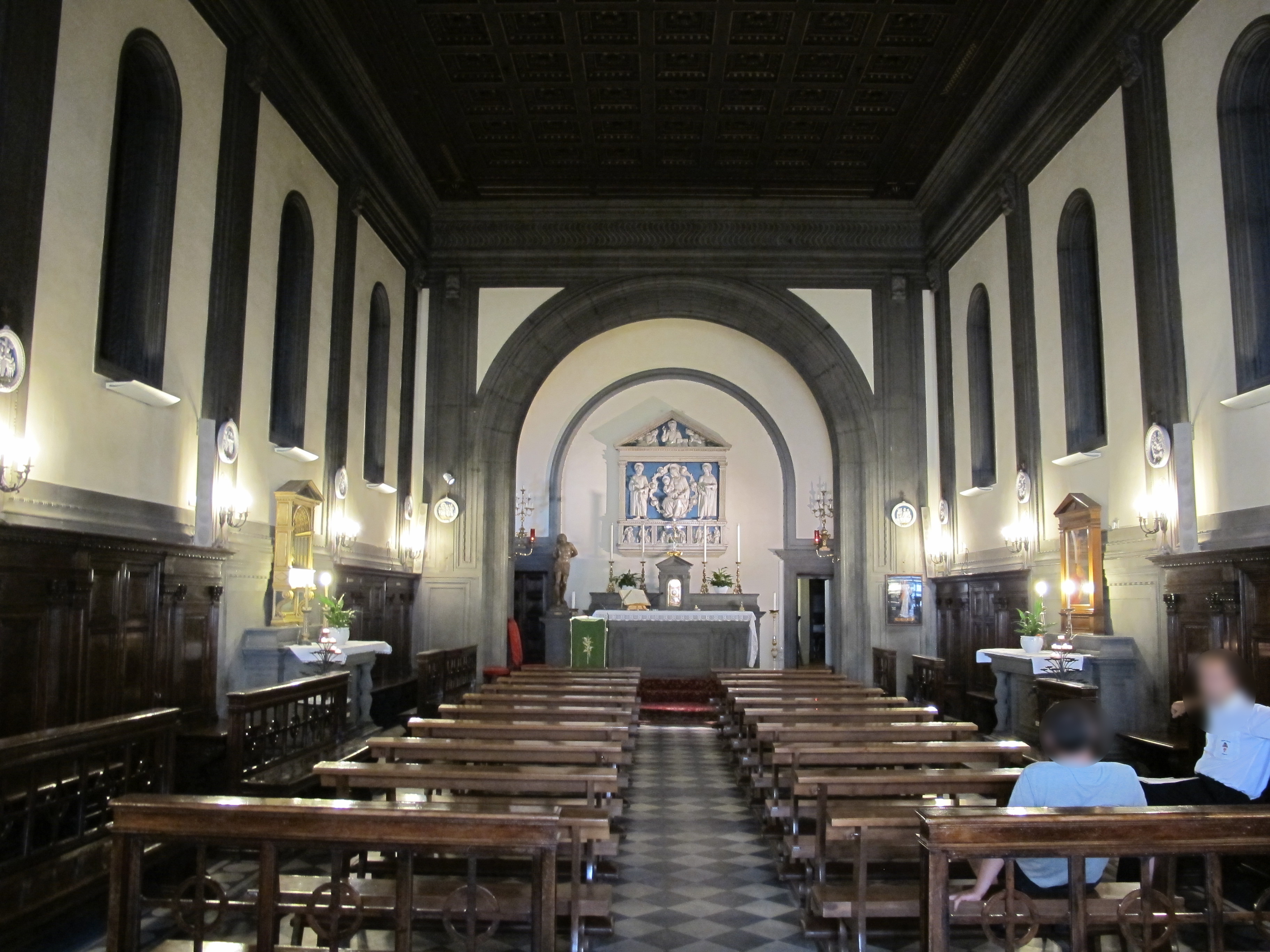
La chiesa dell'Arciconfraternita della Misericordia, nel tipico stile fiorentino bianco e grigio

Lista delle chiese di Firenze divise per sponda dell'Arno. Per un elenco delle chiese più famose si veda anche monumenti di Firenze.

## Inquadramento storico e artistico
A Firenze il Cristianesimo dovette arrivare nel IV secolo, con le più antiche attestazioni archeologiche presso Santa Felicita, e la più antica notizia documentaria risalente al 393 per San Lorenzo. Come in molte altre città dell'Impero romano, anche a Firenze i primi luoghi di culto cristiani sorsero fuori della città, a ridosso delle mura, e soltanto nel corso del medioevo vennero incluse nelle nuove cinte murarie e si ebbero vere e proprie fondazioni anche nel nucleo più antico. Nel XIII la ricchezza dei commerci cittadini si manifestava nell'avvio di cantieri sontuosi, legati all'insediamento degli ordini mendicanti, e soprattutto con l'avvio della costruzione della nuova cattedrale (1296), in ritardo rispetto ad altri centri toscani, ma proprio per questo legata a un progetto più vasto e ambizioso che mai.
La celebre stagione del Rinascimento ebbe inizio proprio con la realizzazione della cupola del Brunelleschi, e con il rimodernamento di alcuni vetusti edifici sacri, tra cui spiccò per importanza e vastità d'intenti quello della basilica di Santo Spirito. È tuttavia raro trovare in città un edificio religioso legato storicamente a un unico stile architettonico e artistico, perché in tutta la loro storia le chiese fiorentine vennero continuamente abbellite e rimodernate, e anche quelle che sembrano più intatte sono quasi sempre frutto di restauri in stile, anche pesanti, che erano di moda a cavallo fra Otto e Novecento. Si pensi alle facciate neogotiche del Duomo e di Santa Croce, al nuovo coro di San Lorenzo, alla rimozione delle decorazioni sei-settecentesche nella maggior parte delle chiese medievali. Forse l'unica grande chiesa cittadina che ha mantenuto la maggior parte delle sue stratificazioni storiche è oggi solo il santuario della Santissima Annunziata, così sovraccarico e diverso dalla purezza degli intonaci bianchi e delle nervature in pietra serena del più riconoscibile "stile fiorentino". Tuttavia anche le manomissioni e gli interventi successivi appaiono oggi armonizzati nell'immagine complessiva della città, grazie a un gusto artistico che nei secoli ha mantenuto alcune dominati, in particolare una certa sobrietà decorativa e il ricorso ai medesimi materiali tradizionali, tra i quali spiccano le pietre locali, i marmi di rivestimento, il cotto per i pavimenti e le tegole in terracotta per le coperture.
Nell'articolato insieme dell'architettura religiosa cittadina si trovano oggi una cattedrale, nove basiliche e svariate parrocchie, accanto a moltissime chiese e oratori officiati più occasionalmente, per non parlare delle innumerevoli cappelle gentilizie di palazzi e ville, spesso ancora in uso esclusivo della famiglia residente. Alcune confraternite religiose poi vantano ormai un'ininterrotta storia plurisecolare nella propria sede, come la Misericordia, i Vanchetoni, San Niccolò del Ceppo, la buca di Sant'Antonio.
La decorazione di tutti questi edifici spazia da capolavori assoluti dell'arte occidentale (si pensi solo alle croci di Giotto, agli affreschi di Masaccio o alle sculture di Donatello), a opere meno conosciute, accomunate però in media da un'altissima qualità artistica, che ha reso leggendaria l'arte fiorentina nel mondo. Persino nelle moderne chiese, sorte per le esigenze di culto dei nuovi quartieri, non è infrequente trovare notevoli opere antiche in deposito della soprintendenza, spesso provenienti dai tabernacoli che ornavano le vicine strade, un tempo di aperta campagna.
Il mito stesso di Firenze ha sempre guidato gli architetti moderni lontano da realizzazioni anonime o dozzinali. Ne è uno straordinario esempio la chiesa dell'Autostrada del Sole, capolavoro dell'architettura italiana degli anni 1960.

## Nord dell'Arno
Dopo le basiliche principali, le chiese sono riportate in ordine alfabetico e divise per zona.

### Il quadrilatero romano

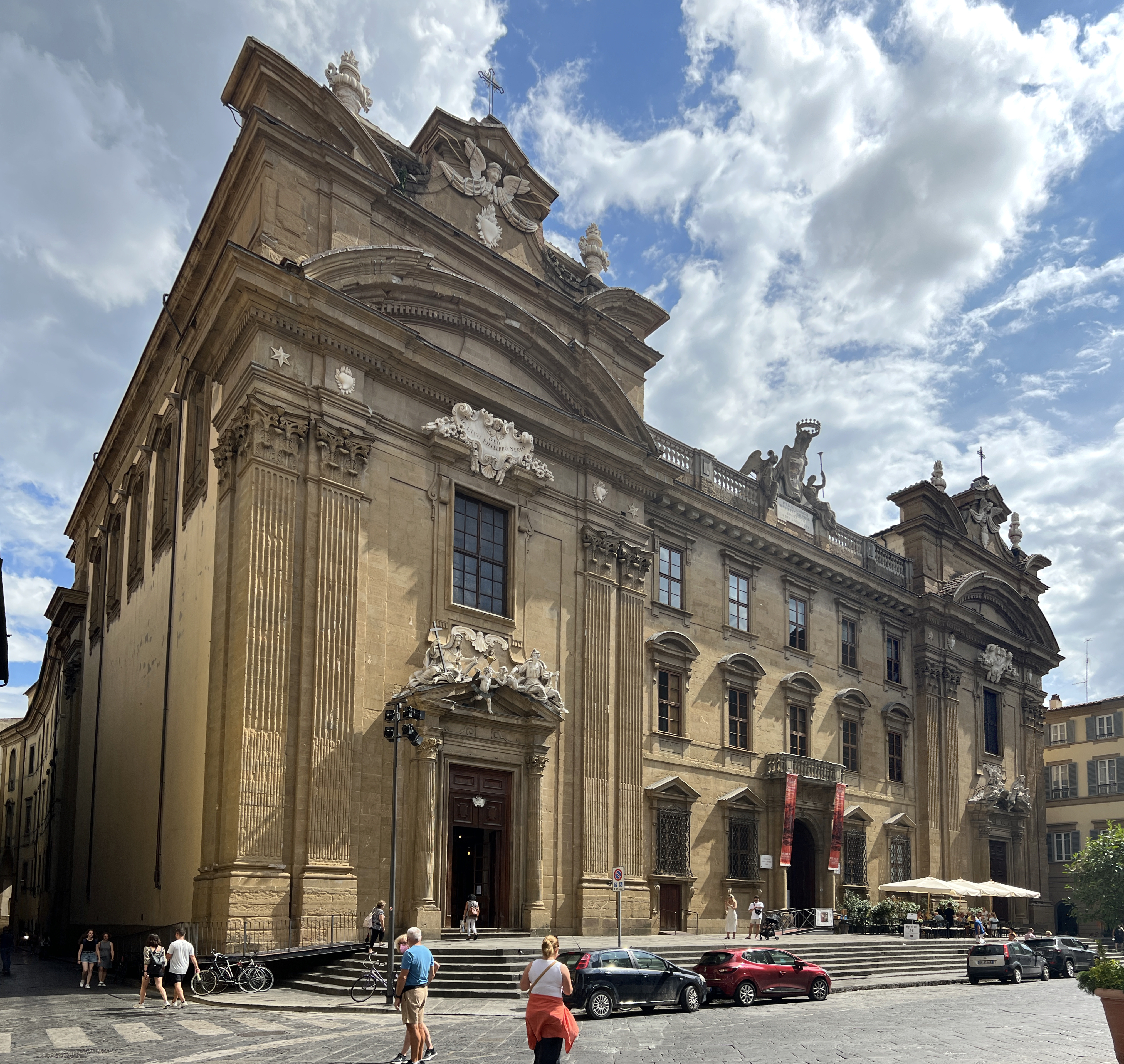
San Filippo Neri

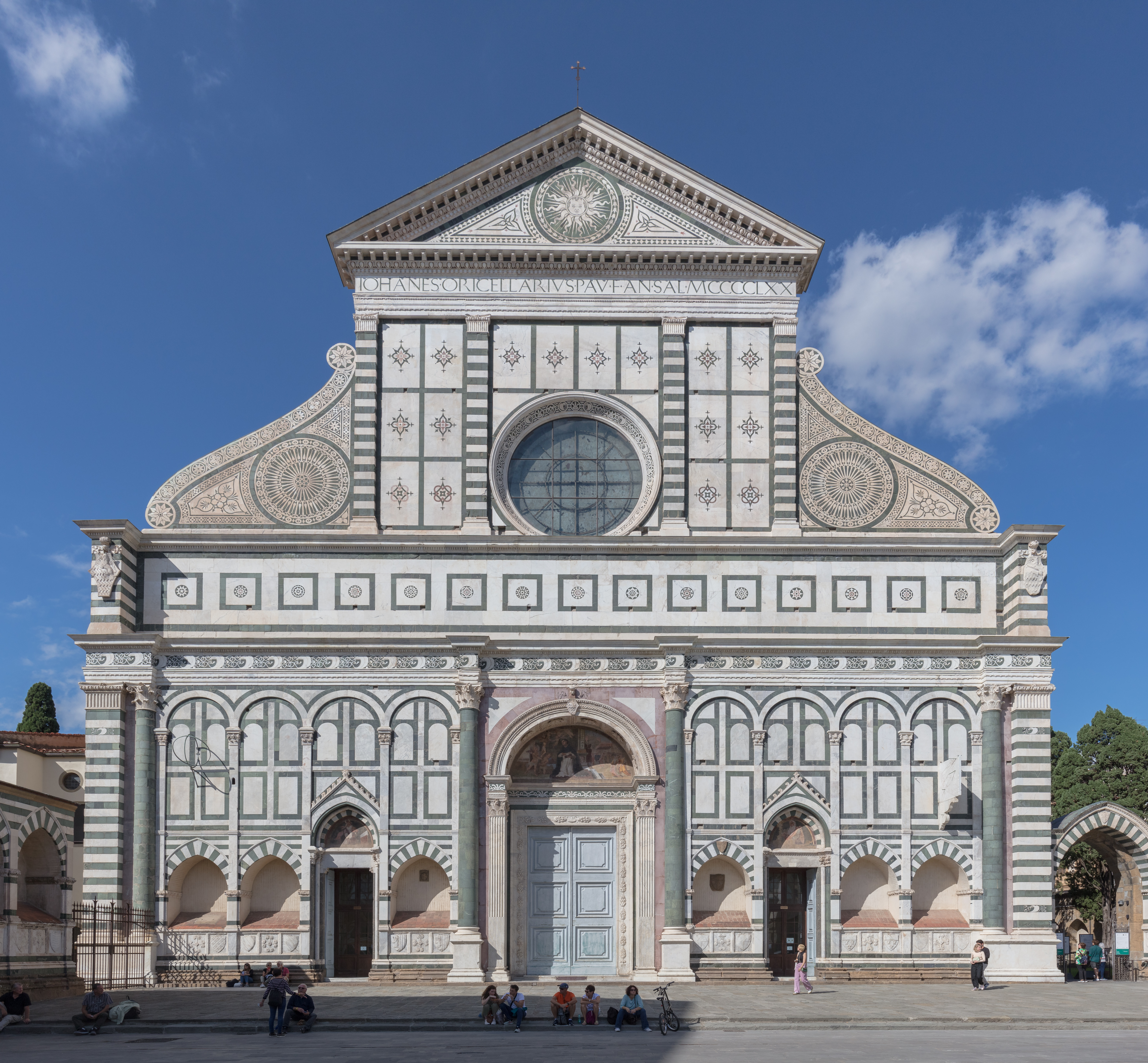
Santa Maria Novella

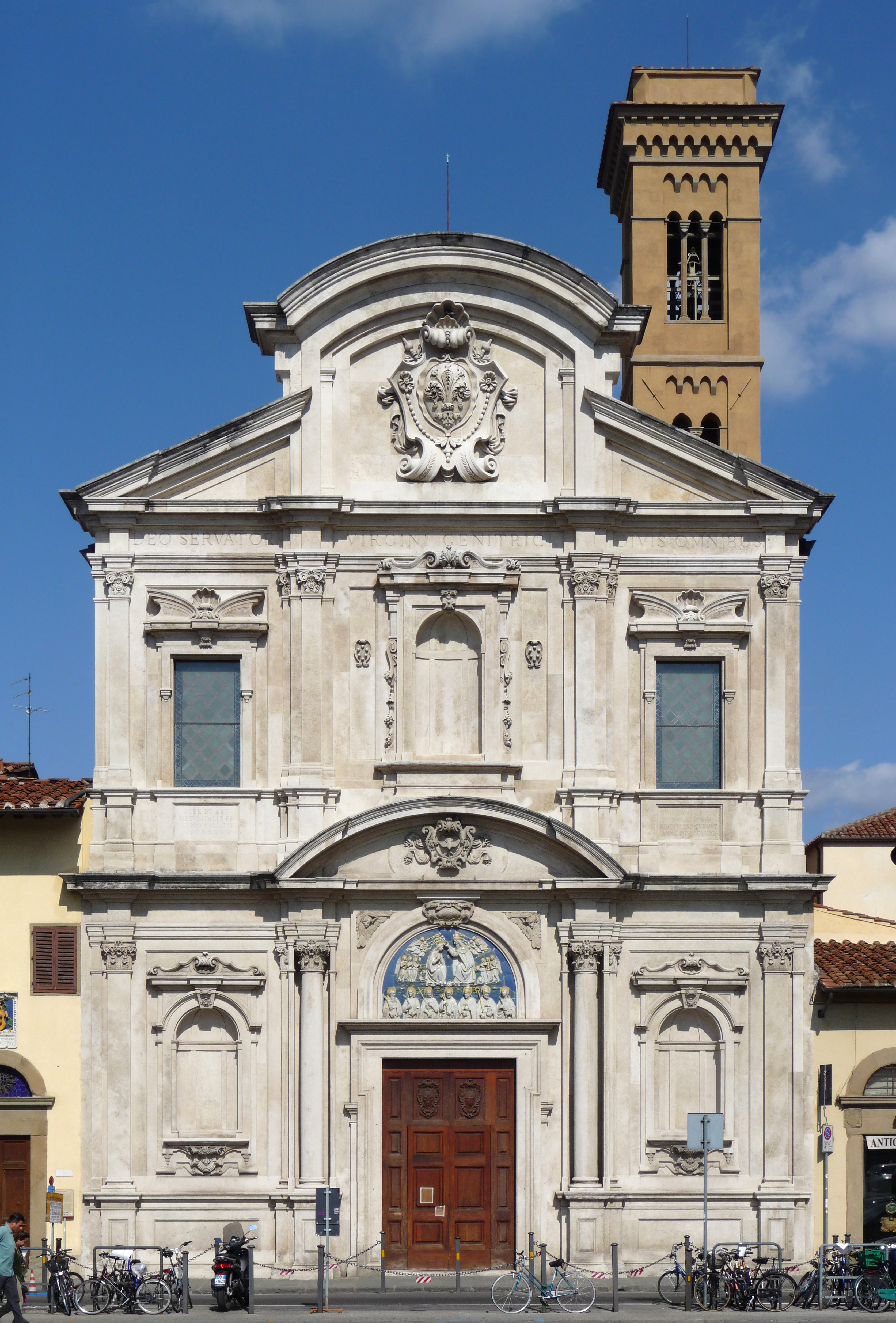
Ognissanti

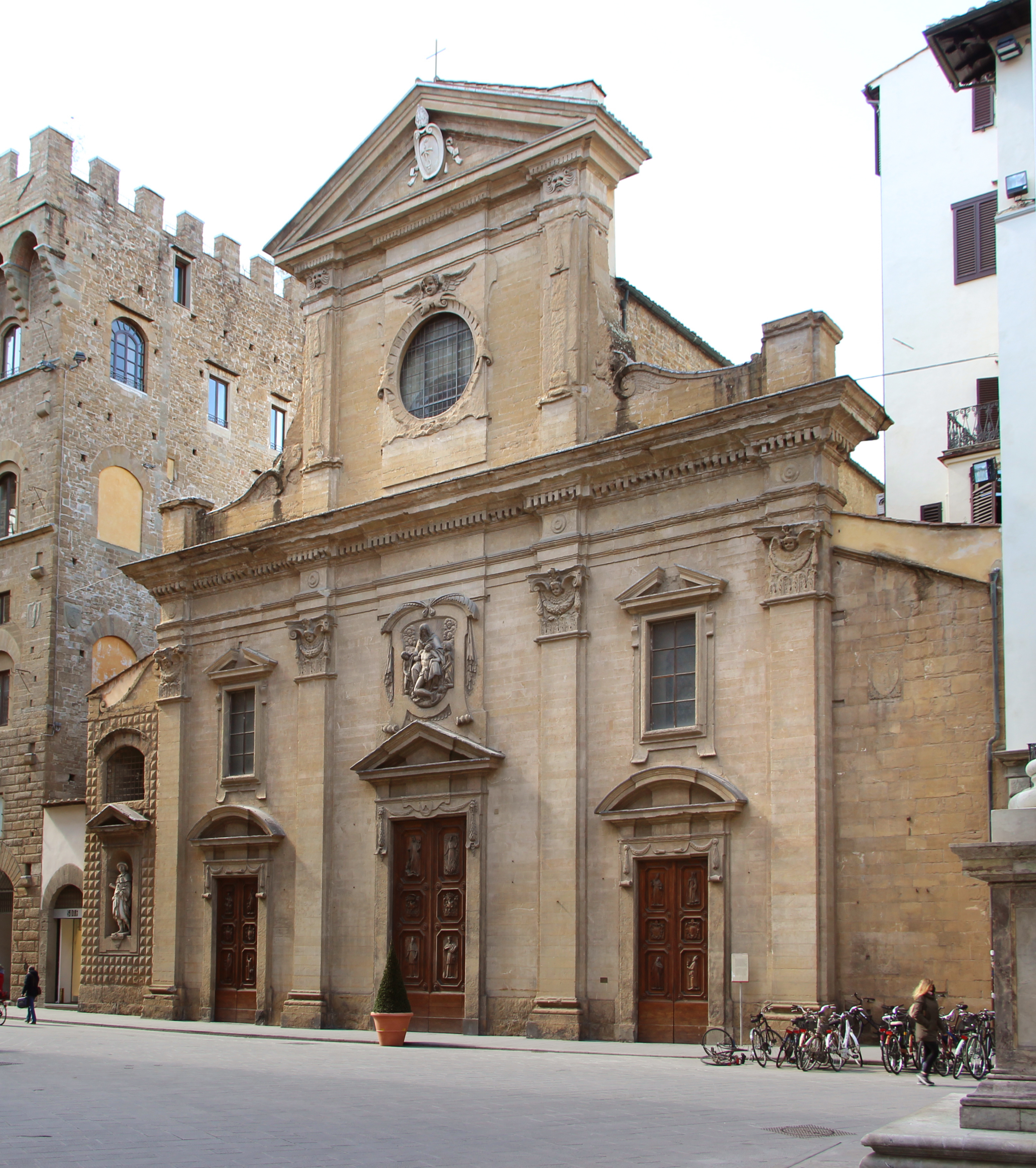
Santa Trinita

Da piazza del Duomo a via de' Tornabuoni (esclusa) al Lungarno Acciaiuoli a piazza dei Giudici e via del Proconsolo.
Basiliche
- Cattedrale di Santa Maria del Fiore in piazza del Duomo
- Battistero di San Giovanni in piazza San Giovanni

Altre
- Santi Apostoli in piazza del Limbo
- Badia Fiorentina in via del Proconsolo
- San Benedetto in piazza San Benedetto
- San Carlo dei Lombardi, già San Michele, in via Calzaiuoli
- San Filippo Neri in piazza San Firenze
- Santa Margherita dei Cerchi in via Santa Margherita
- Santa Margherita in Santa Maria de' Ricci in via del Corso
- Santa Maria in Campo in via del Proconsolo (unica della Diocesi di Fiesole)
- Santa Maria Maggiore in piazza Santa Maria Maggiore all'angolo con via Cerretani
- San Martino al Vescovo nell'omonima piazzetta di San Martino vicino a via de' Magazzini
- Oratorio della Misericordia in piazza del Duomo
- Orsanmichele in via dei Calzaiuoli
- San Salvatore al Vescovo in piazza dell'Olio
- Santo Stefano al Ponte nell'omonima piazza vicino al Ponte Vecchio
- Santo Stefano di Badia in via del Proconsolo (inglobata come cappella Pandolfini nella Badia Fiorentina)

### La zona ovest
Il quadrilatero tra via Valfonda e via Panzani, via de' Tornabuoni, l'Arno e i viali di Circonvallazione.
Basiliche
- Santa Maria Novella in piazza Santa Maria Novella
- Santa Trinita in piazza Santa Trinita
- Ognissanti in piazza Ognissanti

Altre
- Adorazione perpetua in via Bernardo Rucellai
- Chiesa della Beata Elisabetta Vendramini in via degli Orti Oricellari
- Chiesa episcopale americana di Saint James in via Bernardo Rucellai
- Chiesa Evangelica Battista in via Borgo Ognissanti
- San Giovanni di Dio in via Borgo Ognissanti
- San Jacopo di Ripoli in via della Scala
- Santa Lucia sul Prato in via di Santa Lucia
- Santi Michele e Gaetano in piazza Antinori
- Cappella Rucellai
- San Paolino in piazza San Paolino
- Oratorio dei Vanchetoni in via Palazzuolo

### La zona nord

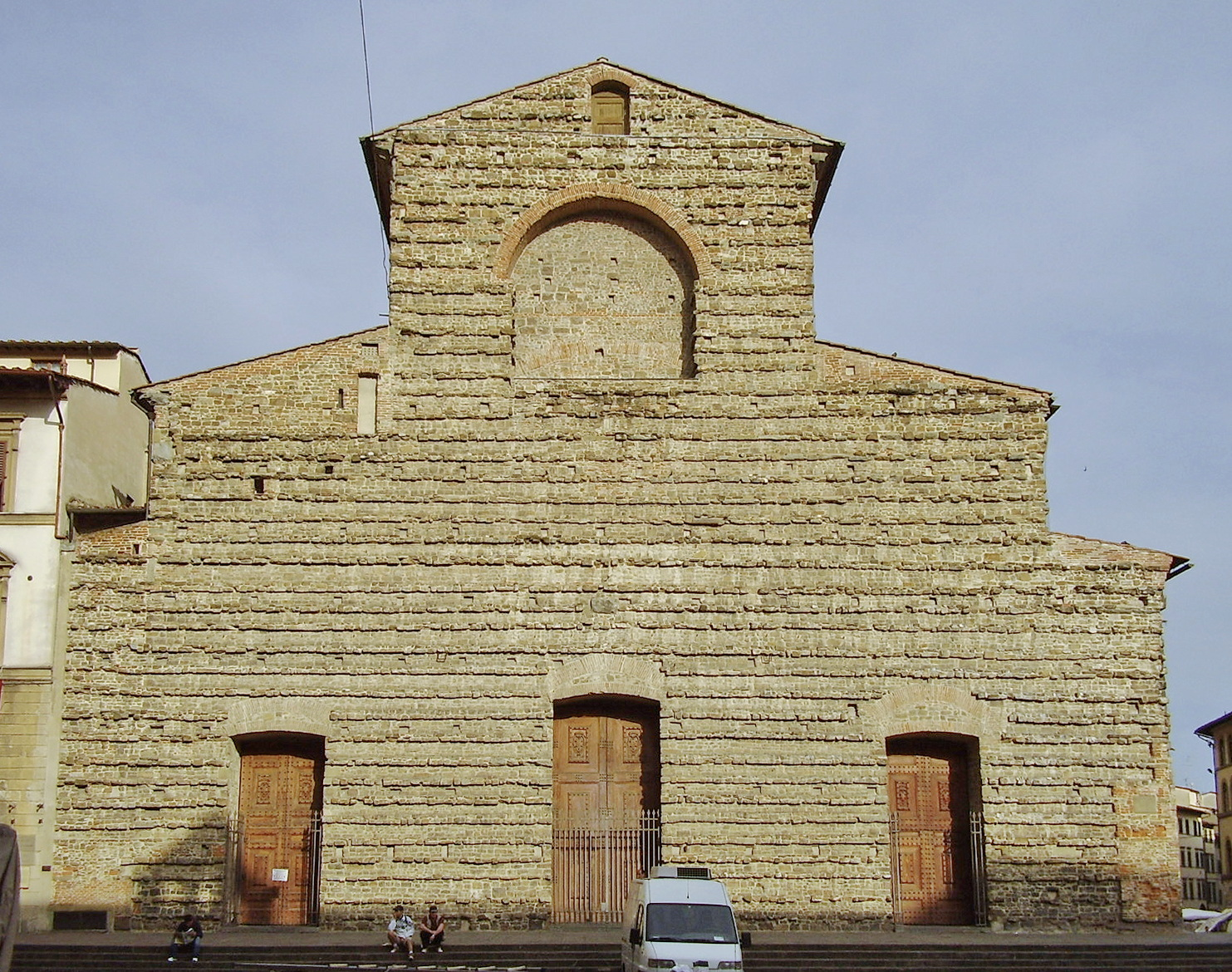
San Lorenzo

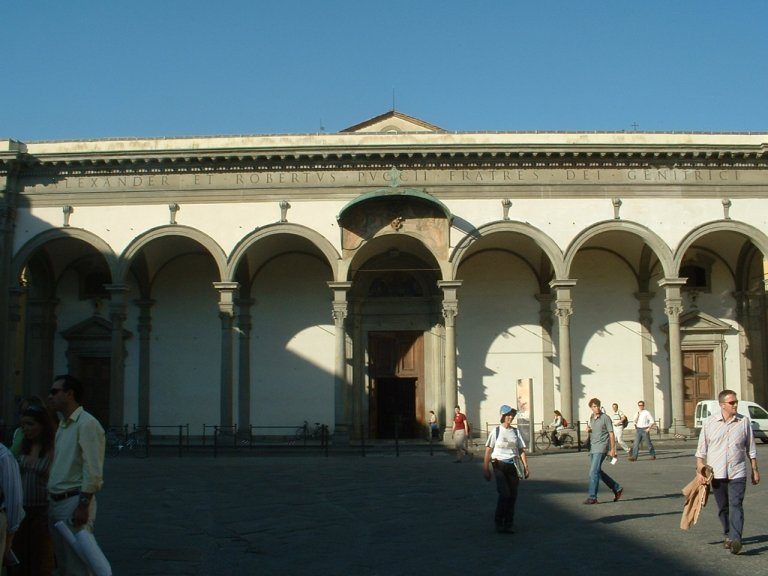
Santissima Annunziata

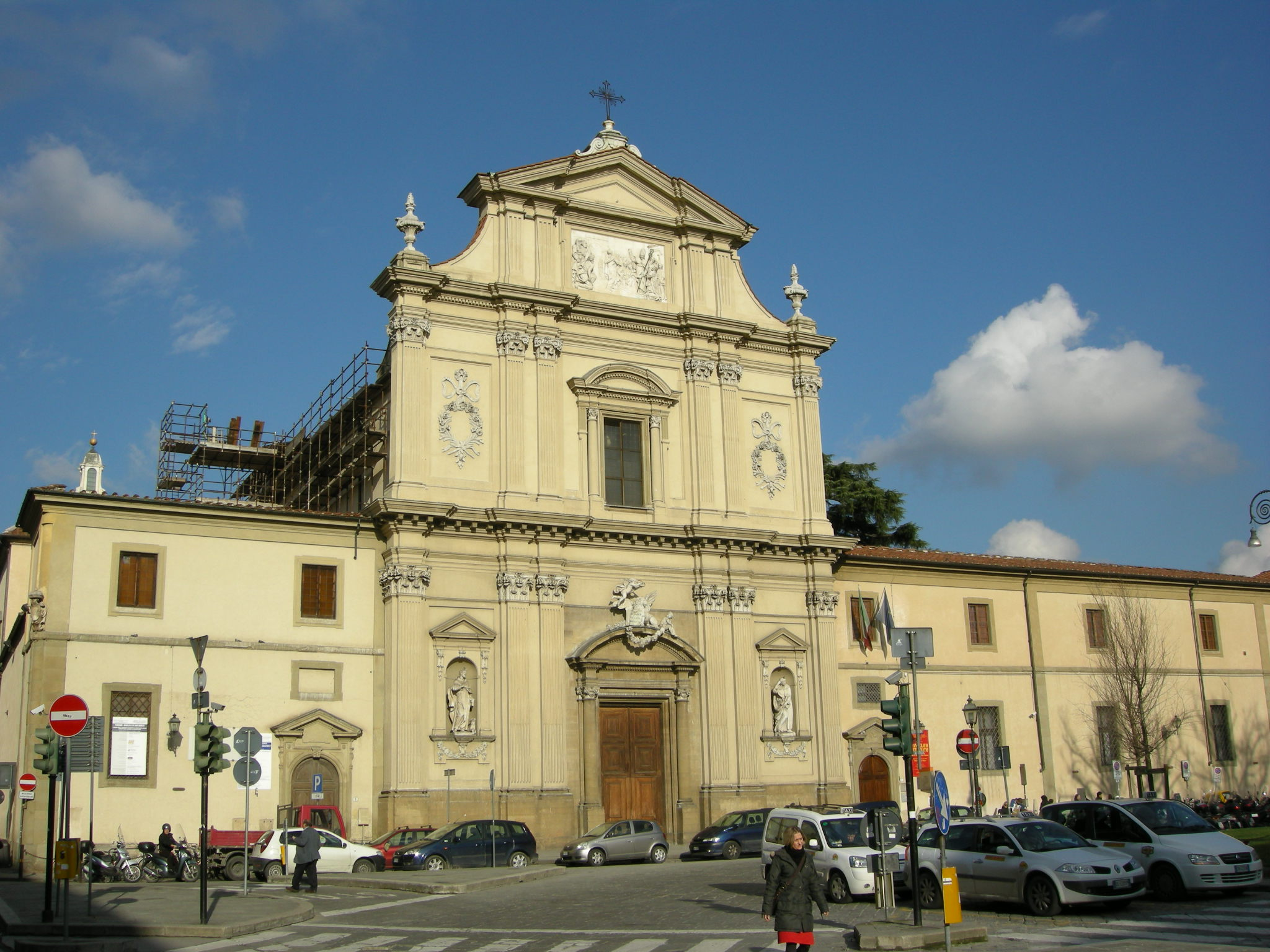
San Marco

A nord di Piazza del Duomo, tra via Valfonda, via Panzani, via dell'Oriuolo, Borgo Pinti e i viali di Circonvallazione.
Basiliche
- San Lorenzo in piazza San Lorenzo, con accesso al museo in piazza Madonna degli Aldobrandini
- San Marco in piazza San Marco
- Santissima Annunziata in piazza della Santissima Annunziata

Altre
- Sant'Agata in via San Gallo
- Sant'Agnese o Santi Agnese e Onofrio o Trinità Vecchia, in via Guelfa
- Sant'Antonio in via Alfani
- Chiesa Avventista Episcopale, o San Basilio degli Armeni, in via San Gallo
- San Barnaba in via Panicale
- Chiesa della Capponcina in via Gino Capponi
- Monastero della Crocetta in via Laura 26
- Sant'Egidio in piazza Santa Maria Nuova
- Convento di Fuligno o di Sant'Onofrio, in via Faenza
- Gesù Pellegrino, già San Salvatore e San Jacopo, dei Preti o dei Pretoni, in via San Gallo
- San Giovannino dei Cavalieri in via San Gallo
- San Giovannino degli Scolopi in via Martelli
- San Giuliano in via Faenza
- San Giuseppino in via Santa Caterina d'Alessandria
- Oratorio di San Giuseppe in via Sant'Antonino.
- San Jacopo in Campo Corbolini in via Faenza
- Santa Lucia, già San Giuseppe, in Borgo Pinti
- Santa Maria degli Angiolini in via della Colonna
- Santa Maria degli Innocenti in piazza della Santissima Annunziata
- Santa Maria Maddalena dei Pazzi in Borgo Pinti
- San Michele Visdomini in piazza San Michele Visdomini
- Chiesa di Nostra Signora del Sacro Cuore in via Santa Caterina d'Alessandria
- Oratorio delle Stimmate in piazza San Lorenzo
- Oratorio di San Tommaso d'Aquino in via della Pergola
- Trinità Vecchia in via Guelfa
- Chiesa Valdese (Trinity Curch) in via La Marmora

### La zona est

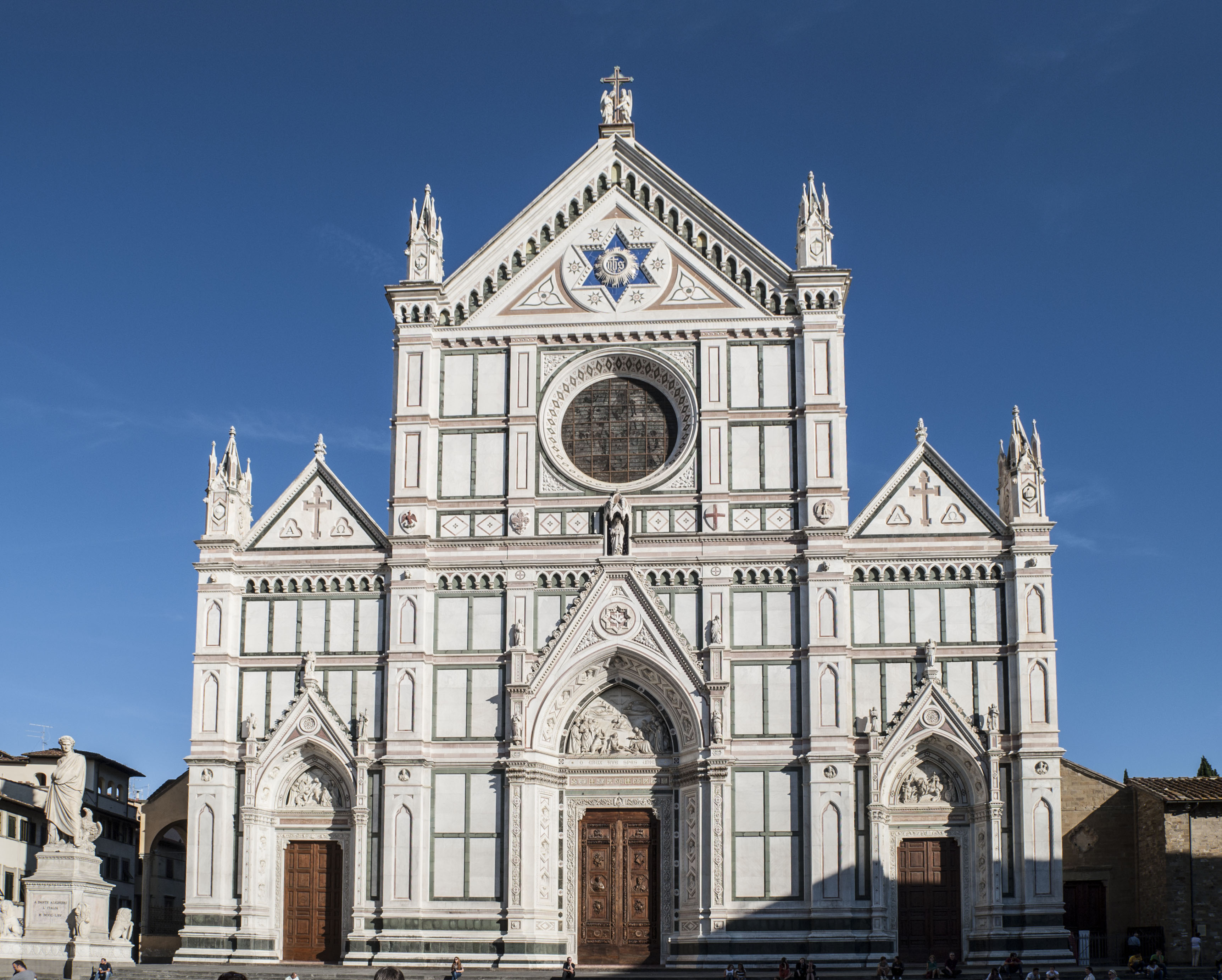
Santa Croce

La zona di Santa Croce, fra via del Proconsolo (esclusa), via dell'Oriuolo, Borgo Pinti (esclusa), i viali di Circonvallazione e l'Arno.
Basiliche
- Santa Croce in piazza Santa Croce

Altre
- Sant'Ambrogio in piazza Sant'Ambrogio
- Santi Crispino e Crespiniano in Borgo La Croce 36
- San Ferdinando Re, già di Maria Santissima Annunziata, in via dei Malcontenti
- Chiesa Cristiana Evangelica dei Fratelli in via della Vigna Vecchia
- Convento delle Fanciulle del Ceppo in via delle Casine
- San Giuseppe in via San Giuseppe
- Santa Maria di Candeli in via de' Pilastri
- Santa Maria della Neve (Le Murate) in via Ghibellina e via dell'Agnolo
- Santa Maria delle Grazie sul lungarno Diaz
- San Michele della Pace in piazza Sant'Ambrogio
- Oratorio di San Niccolò del Ceppo in via de' Pandolfini
- Nostra Signora degli Angeli sul viale Amendola
- San Procolo in via de' Giraldi
- San Remigio in piazza San Remigio
- Santi Simone e Giuda in piazza San Simone
- Chiesa Evangelica Metodista (ex San Jacopo tra i Fossi) in via de' Benci

## Oltrarno

### A ovest di Boboli
Basiliche

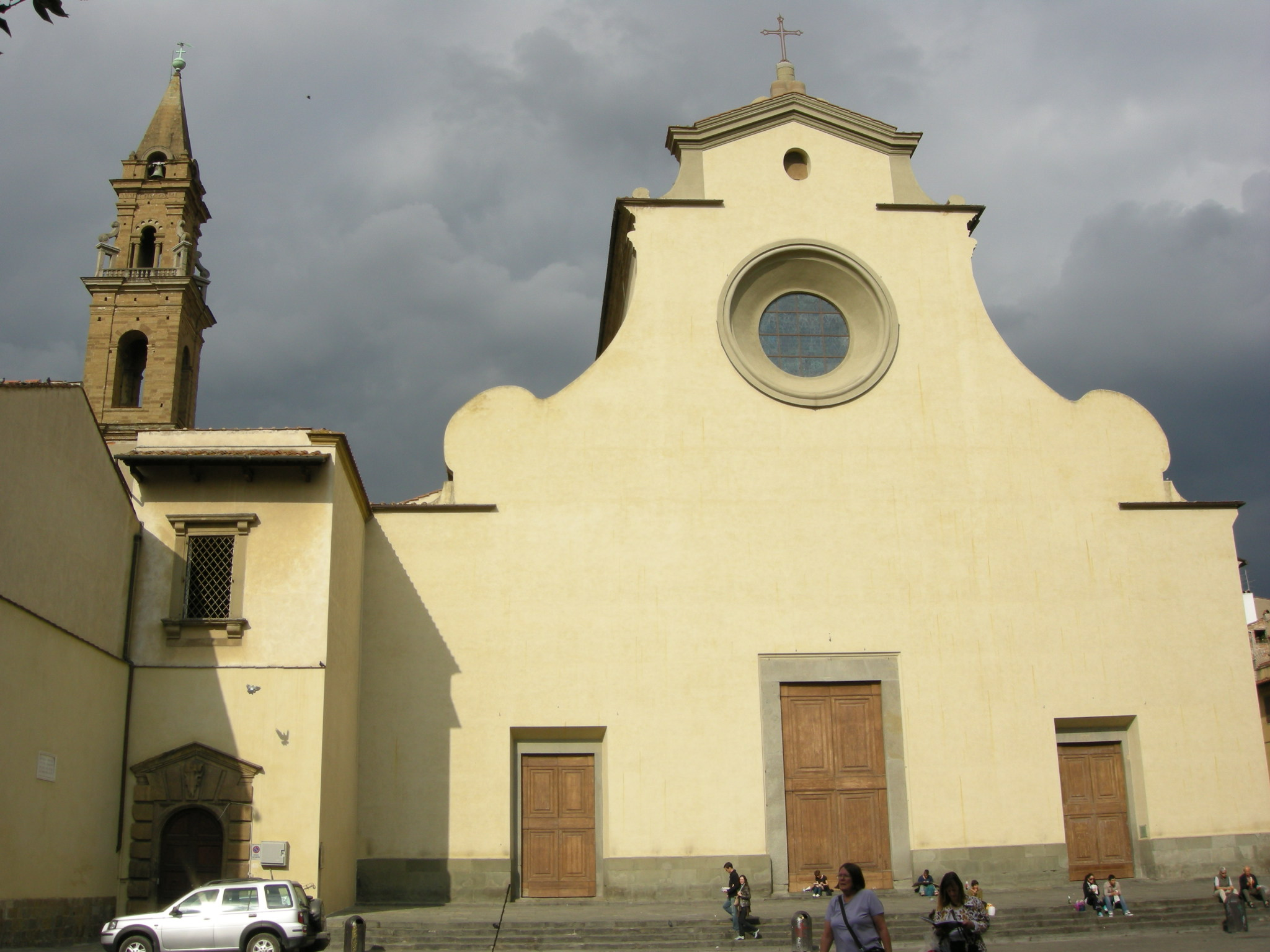
Santo Spirito

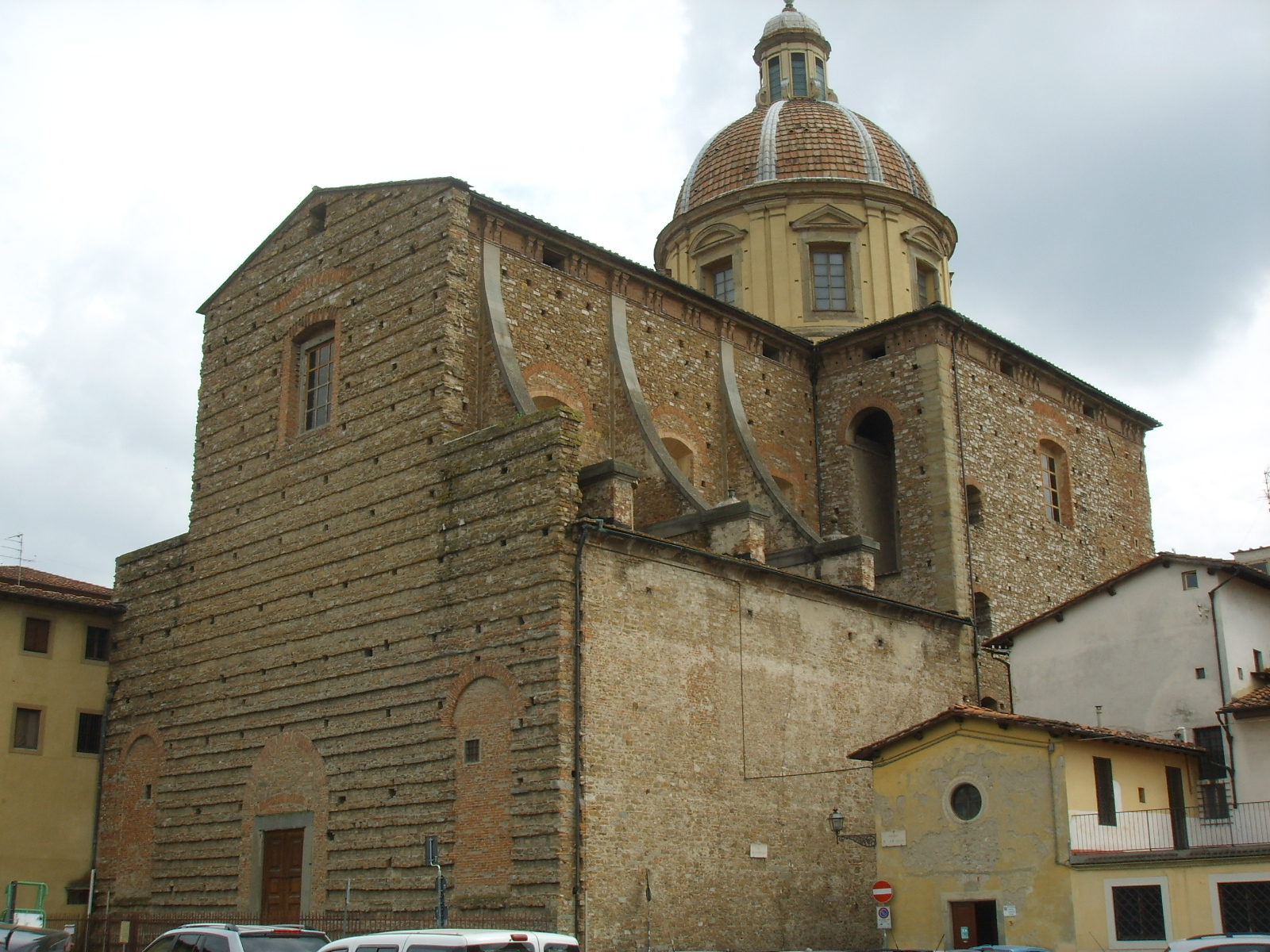
San Frediano

- Santo Spirito in piazza Santo Spirito
- Santa Maria del Carmine in piazza del Carmine
- San Frediano in Cestello in piazza di Cestello

Altre
- Sant'Antonio presso il ponte alla Carraia
- Santa Elisabetta delle Convertite in via dei Serragli
- San Felice in Piazza in piazza San Felice in Piazza
- Santa Felicita in piazza Santa Felicita vicino al Ponte Vecchio
- San Francesco di Sales in via dell'Orto
- San Giovanni Battista della Calza, o gli Ingesuati, in piazza della Calza accanto a Porta Romana
- San Jacopo Soprarno in Borgo San Jacopo
- St. Mark (Chiesa anglicana) in via Maggio
- San Pier Gattolino in via Romana
- San Salvatore (ex-convento della Nunziatina) in via della Chiesa
- Oratorio di San Sebastiano de' Bini in via Romana

### A est di Boboli
Basiliche
- San Miniato al Monte

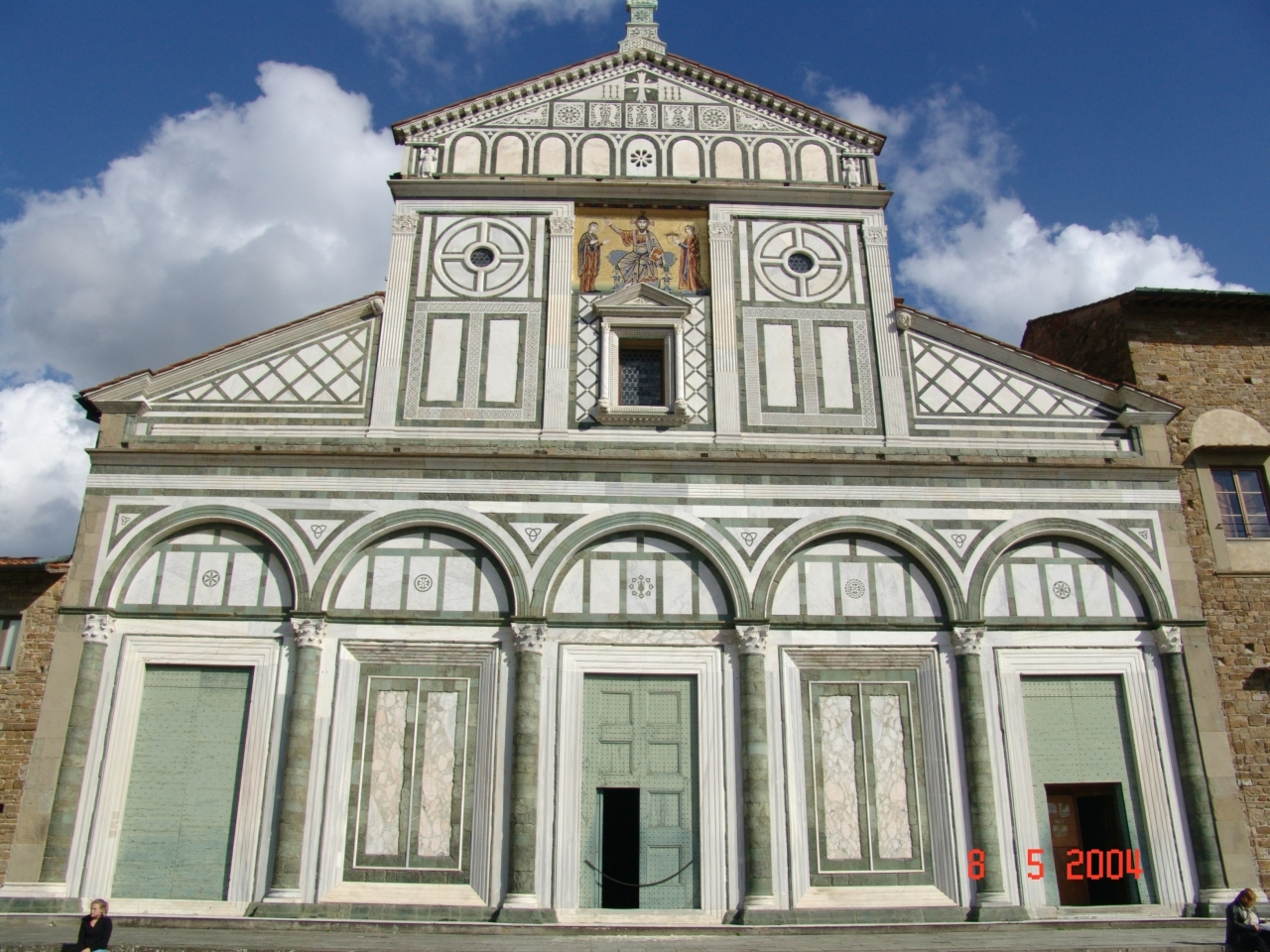
San Miniato al Monte

- San Salvatore al Monte al culmine della salita al Monte, angolo via del Monte alle Croci

Altre
- Santi Agostino e Cristina sulla Costa Scarpuccia
- Chiesa Evangelica Luterana sul Lungarno Torrigiani
- San Giorgio alla Costa sulla Costa San Giorgio
- Santi Girolamo e Francesco alla Costa, o Spirito Santo, sulla Costa San Giorgio
- San Leonardo in Arcetri in via San Leonardo
- Santa Lucia dei Magnoli in via de' Bardi
- Santa Maria della Pace in via Madonna della Pace
- San Niccolò Oltrarno in via San Niccolò

## Fuori dal centro storico

### "Di qua d'Arno"

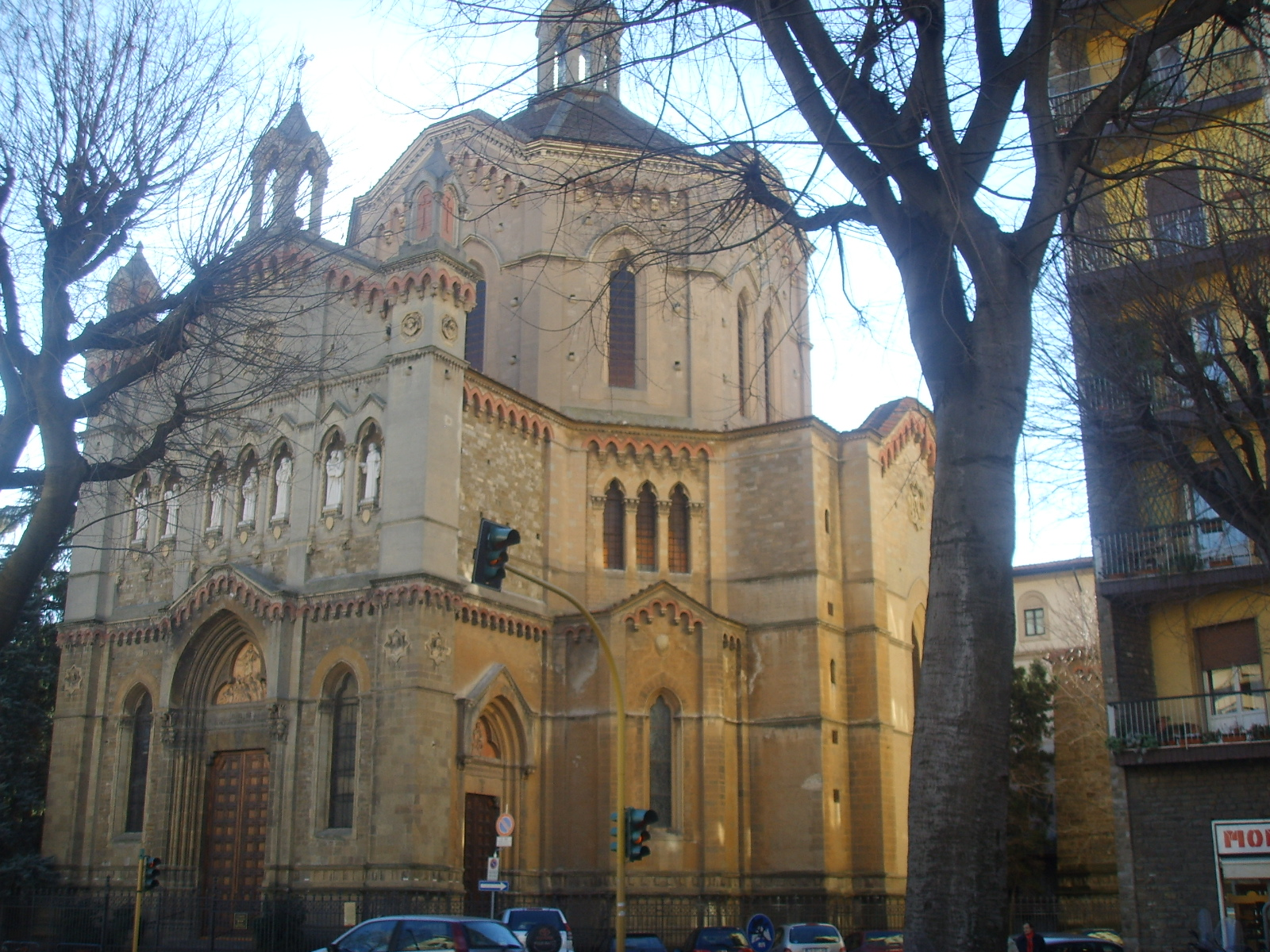
Chiesa dei sette santi fondatori

- Sant'Andrea a Rovezzano in via Sant'Andrea a Rovezzano
- Sant'Anna a Peretola in via Pratese
- Santissima Annunziata in piazza Garibaldi a Peretola
- Sant'Antonino in piazza Rosadi
- Sant'Antonio da Padova in via Filippo Corridoni
- Ascensione in via Giovanni da Empoli
- San Bartolomeo al Gignoro in via De Robertis
- Beata Maria Vergine Madre della Divina Provvidenza in via Dino Compagni
- Beata Vergine del Buon Consiglio sul viale Don Minzoni
- Madonna della Tosse in via Pier Capponi
- San Biagio a Petriolo in via San Biagio a Petriolo
- Monastero delle Clarisse Cappuccine di Gesù, Giuseppe e Maria in via Santa Marta
- Santa Caterina da Siena a Coverciano in via del Mezzetta
- Convento della Concezione in via dei Massoni 10
- San Cristofano a Novoli
- Santa Croce al Pino (già San Bartolomeo alla Lastra) in via Bolognese
- San Donato in Polverosa in via di Novoli
- Cappella Demidoff di San Donato (oggi Chiesa di Cristo) in via San Donato
- San Francesco in Piazza Savonarola
- Santi Francesco e Chiara in via dei Cappuccini
- Santi Gervasio e Protasio in piazza Santi Gervasio e Protasio
- San Giovanni Battista a Careggi nel viale Gaetano Pieraccini
- L'Immacolata in via Paoletti
- San Jacopino in via Benedetto Marcello
- Santi Jacopo e Filippo degli Spini in via Francesco Basili a Peretola
- San Lorenzo a Serpiolle in via di Serpiolle
- Santa Lucia a Trespiano in via Bolognese
- Santa Lucia alla Sala in via della Sala, Brozzi
- Madonna del Pozzo in via di Brozzi
- San Marco Vecchio in via Faentina
- Santa Maria a Coverciano in via Gabriele D'Annunzio (chiesa vecchia) e in via Manni (chiesa nuova)
- Santa Maria a Novoli in via Lippi e Macia, Novoli
- Santa Maria a Peretola in piazza Garibaldi, Peretola
- Santa Maria a Quarto in via dell'Osservatorio
- Santa Maria Assunta in piazza Tommaseo a Settignano
- Santa Maria Ausiliatrice in via Baracchini a Novoli
- Santa Maria del Fiore a Lapo in via Faentina
- Santa Maria del Suffragio (o del Pellegrino) in via Bolognese

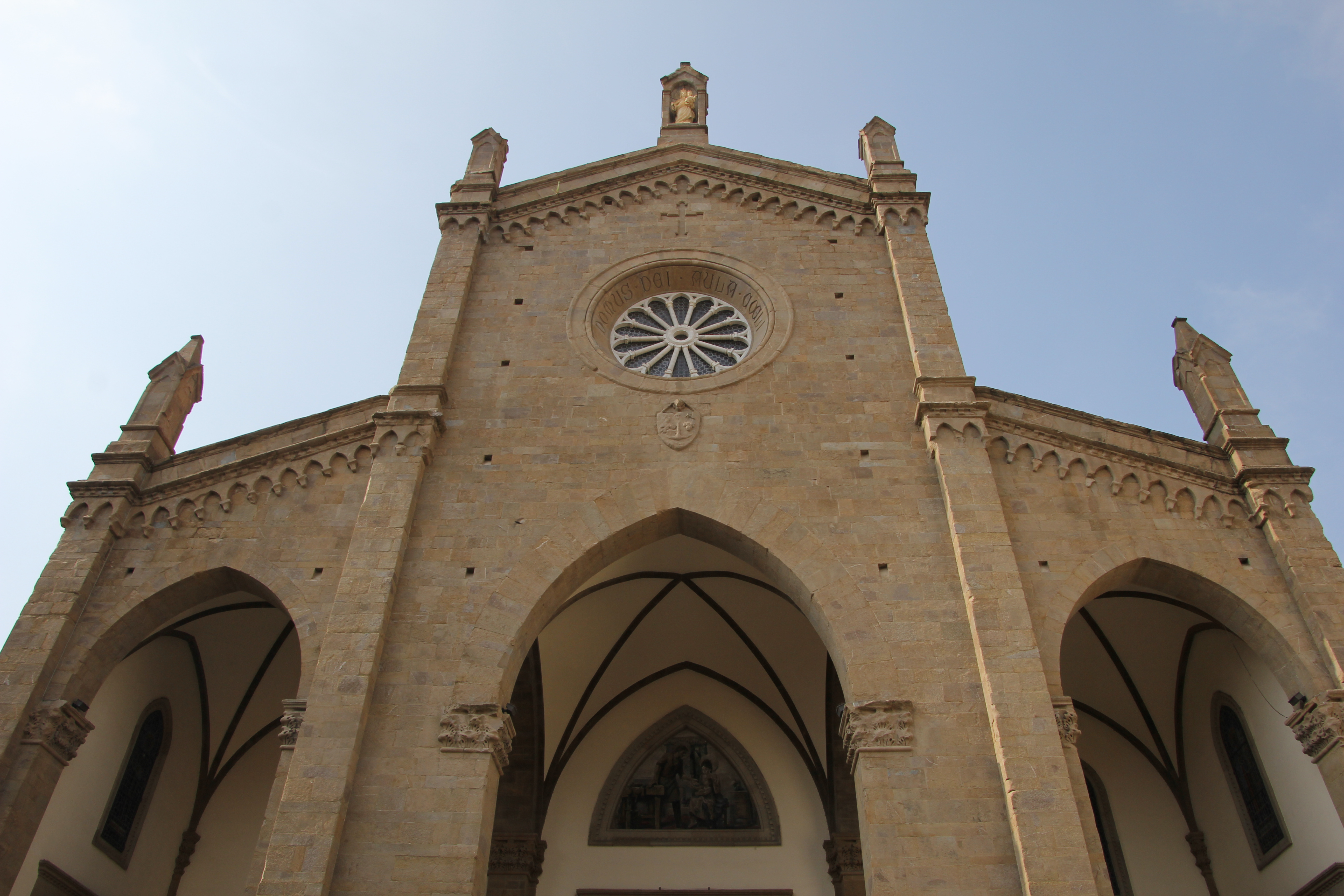
Chiesa della Sacra Famiglia

- Monastero di Santa Maria Maddalena dei Pazzi in via dei Massoni a Careggi
- Santa Maria Mater Dei al Lippi in via Pietro Fanfani
- Santa Maria Regina della Pace in via di Caciolle
- Santa Maria Vergine della Pietà in via Pratese, zona Osmannoro
- Santa Marta in via Santa Marta
- San Martino a Brozzi in via San Martino a Brozzi
- San Martino a Mensola in via San Martino a Mensola
- San Martino a Montughi in via Stibbert
- San Michele a Castello in via di San Michele a Castello
- San Michele a Rovezzano in via San Michele a Rovezzano
- Oratorio della Misericordia in piazza Niccolò Tommaseo a Settignano
- Ex-convento delle Suore Montalve in via delle Montalve
- Oratorio degli Orlandini in via delle Masse
- Piccola Casa della Divina Provvidenza in via dei Cappuccini
- San Pietro a Careggi a Careggi
- San Pietro a Quaracchi in via San Pietro a Quaracchi
- San Pietro a Sollicciano in via di Ugnano
- San Pietro a Varlungo in via di Varlungo
- San Pio X al Sodo in via delle Panche
- Preziosissimo Sangue di Gesù in via Boccherini
- Sacra Famiglia in via Gioberti
- Sacro Cuore in via Capo di Mondo
- Sacro Cuore al Romito in piazza Baldinucci
- San Salvi (San Michele) in piazza San Salvi
- Sette Santi Fondatori sul viale dei Mille
- San Silvestro a Ruffignano in via di Ruffignano
- Santo Stefano in Pane in via delle Panche
- Chiesino del Suffragio in via Colletta
- Suore Ausiliatrici del Purgatorio in via Don Minzoni
- Chiesa russa ortodossa della Natività in via Leone X
- Oratorio della Vannella in via Desiderio da Settignano a Settignano
- San Zanobi e i Santi Fiorentini in via Cento Stelle, zona Campo di Marte
- Chiesa dell'Autostrada del Sole (San Giovanni Battista) in zona Limite (Campi Bisenzio)

### "Di là d'Arno"
- Certosa di Firenze, zona Galluzzo

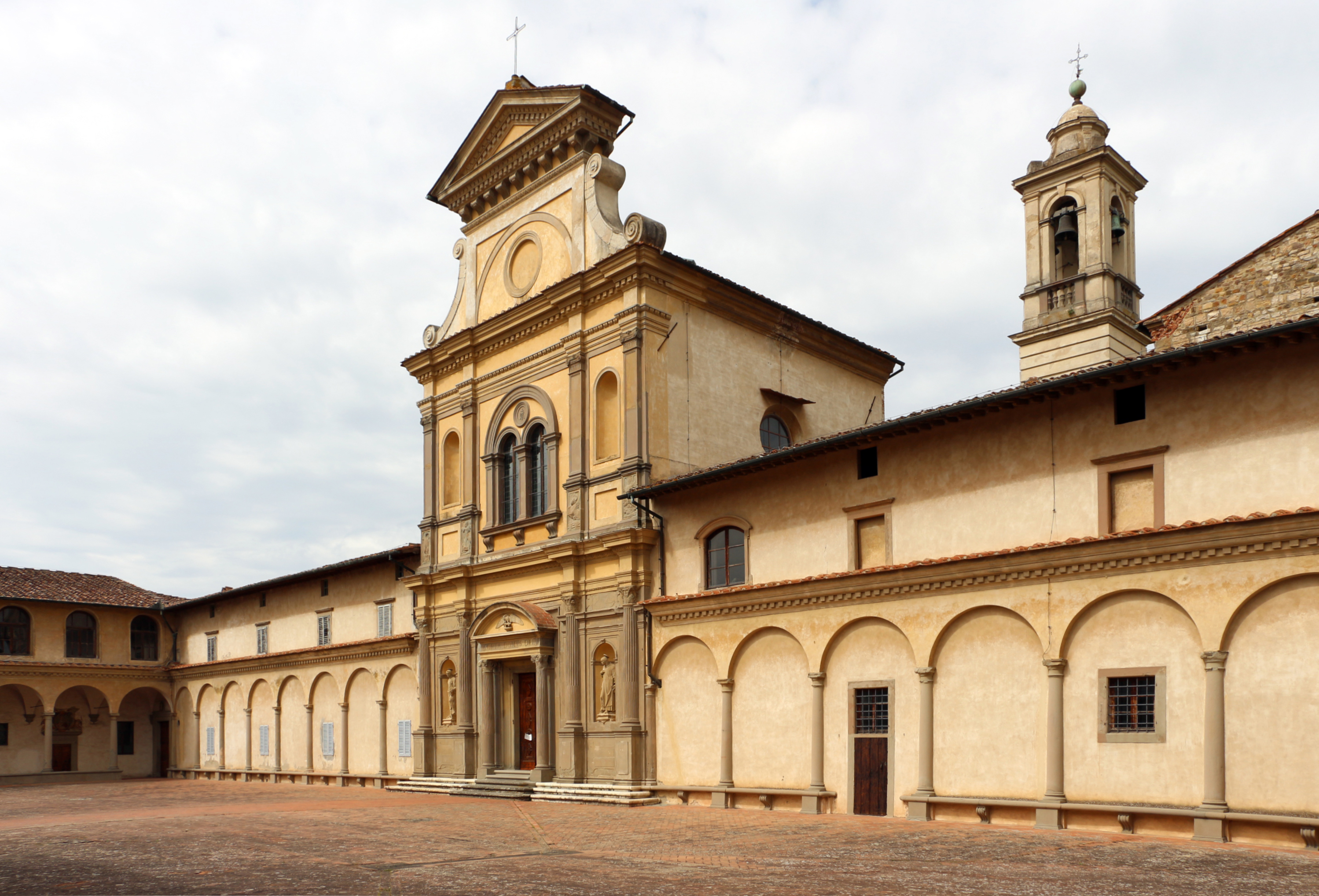
Certosa di Firenze

- Convento del Portico in via del Podestà 86
- Sant'Angelo a Legnaia in via Pisana
- Santi Antonio e Margherita sul viale Michelangelo
- San Bartolo a Cintoia in via San Bartolo a Cintoia
- San Bartolomeo a Monte Oliveto in via Monte Oliveto
- San Bartolomeo nella Badia a Ripoli in piazza di Badia a Ripoli
- Santa Brigida al Paradiso in via del Paradiso
- Corpus Domini in via Reims
- Santissimo Crocifisso in via Piero di Cosimo
- San Felice a Ema in via San Felice a Ema
- San Francesco di Paola in piazza San Francesco di Paola
- San Gaggio in via Senese
- San Giuseppe al Galluzzo in via Volterrana
- Sant'Ilario a Colombaia nella via omonima
- San Leone Magno in via Beata Angela
- San Lorenzo a Ponte a Greve in via Pisana
- Santa Lucia in via del Podestà
- San Marcellino in via San Marcellino
- Santa Margherita a Montici in via Pian dei Giullari
- Madonna della Querce in via Palazzo dei Diavoli, zona Isolotto
- Santa Maria Assunta in via Santa Maria a Cintoia
- Santa Maria a Cintoia in via del Saletto
- Santa Maria a Mantignano in via di Mantignano
- Santa Maria a Marignolle in piazza di Santa Maria a Marignolle
- Santa Maria al Pignone nell'omonima piazza
- Santa Maria a Ricorboli in via Carlo Marsuppini
- Santa Maria a Soffiano a Soffiano
- Santa Maria e Santa Brigida al Paradiso in via Benedetto Fortini
- Santa Maria della Neve al Portico in via del Podestà
- Santa Maria Madre delle Grazie all'Isolotto in piazza dell'Isolotto
- Maria Mater Misericordiae in via Villani
- Santissimo Nome di Gesù ai Bassi in via dell'Argin Grosso
- San Matteo in Arcetri nell'omonima via nella zona di Arcetri
- San Michele a Monteripaldi nel viuzzo di Monteripaldi
- San Paolo a Soffiano in via Francesco Pesellino
- San Pietro a Monticelli in via di Soffiano
- San Piero in Palco in piazza Elia dalla Costa
- San Piero in Palco in via della Badia a Ripoli
- San Quirico a Legnaia in via Pisana
- Santi Quirico e Giulitta in via San Quirichino
- Resurrezione di Nostro Signore Gesù Cristo in via Villamagna
- Santo Stefano a Ugnano in via di Fagna
- Santi Vito e Modesto in via Monte Oliveto

## Chiese scomparse e sconsacrate
Inoltre va segnalato che nel passato la città di Firenze ha avuto una cinquantina di chiese oggi scomparse, e che esistono, nell'urbanistica cittadina, più di trenta chiese che sono state sconsacrate.